# اد گبسکی
اد گبسکی (انگلیسی: Ed Gebski؛ زادهٔ ۲۰ فوریهٔ ۱۹۵۹) نقاش اهل پادشاهی هلند است.